# Triuridopsis
Triuridopsis är ett släkte av enhjärtbladiga växter. Triuridopsis ingår i familjen Triuridaceae.
Kladogram enligt Catalogue of Life:
| Triuridopsis | \| \| Triuridopsis intermedia \| \| \| \| \| \| Triuridopsis peruviana \| \| \| \| |
|              | \| \| Triuridopsis intermedia \| \| \| \| \| \| Triuridopsis peruviana \| \| \| \| |
|              | Kihansia                                                                           |
|              |                                                                                    |
|              | Kupea                                                                              |
|              |                                                                                    |
|              | Lacandonia                                                                         |
|              |                                                                                    |
|              | Peltophyllum                                                                       |
|              |                                                                                    |
|              | Sciaphila                                                                          |
|              |                                                                                    |
|              | Seychellaria                                                                       |
|              |                                                                                    |
|              | Soridium                                                                           |
|              |                                                                                    |
|              | Triuris                                                                            |
|              |                                                                                    |
|              | Triuridopsis intermedia                                                            |
|              |                                                                                    |
|              | Triuridopsis peruviana                                                             |
|              |                                                                                    |

|  | Triuridopsis intermedia |
|  |                         |
|  | Triuridopsis peruviana  |
|  |                         |